# سیاست الگوسازی جمهوری اسلامی
سیاست الگوسازی جمهوری اسلامی ایده‌ای است برآمده از پیروزی انقلاب و نظام جمهوری اسلامی که بیان می‌دارد ایران باید در سیاست خارجی خود «الهام‌بخش» باشد و شیوه حکومتی خود را به عنوان یک الگو برای دیگر کشورها –به ویژه کشورهای اسلامی– مطرح کند. هدف این الگودهی لزوماً ارائه نسخه‌ای عینی از ولایت فقیه نیست و الگوگیرنده‌ها می‌توانند برداشت خود از مردم‌سالاری دینی را بازسازی کنند.
این سیاست در واقع یکی از راه‌های صدور انقلاب محسوب می‌شود و نظریه ام‌القری را بسط می‌دهد.
ابزارهای اجرایی این سیاست، مبتنی بر سه عامل دیپلماسی عمومی، استفاده از تریبون سازمان‌های بین‌المللی و حمایت از گروه‌های اسلامگرایی مانند حزب‌الله لبنان و حماس است.
خط مشی حزب‌الله لبنان در سال‌های اخیر و روی کار آمدن دولت نوری مالکی در عراق پس از سقوط صدام از اقدامات در راستای این سیاست بوده‌است.

## ماهیت
الگوسازی در صدور انقلاب در سیاست خارجی جمهوری اسلامی ایران، در چارچوب «نظریه ام‌القری» (امت واحد اسلامی) تعریف و تبیین می‌شود. این بدان معنی است که الگوسازی در صدور انقلاب در دولت جمهوری اسلامی ایران مبتنی بر ایده «انقلاب مستقر» با ماهیتی صلح آمیز، مثال زدنی، فرهنگی و گفتمانی است. در این ایده بُعد رهبری امت واحد اسلامی در جهان اسلام و رسالت جهانی آن مورد تأکید و تمرکز است. زیرا جایگاه و مرکزیت جمهوری اسلامی ایران به عنوان مرکز این نظریه، مستلزم حفظ بقای آن است، اما بقای آن نافی رسالت و مسئولیت فراملی آن در قبال سایر مسلمانان و مستضعفان نیست؛ بنابراین، تثبیت انقلاب اسلامی در قالب جمهوری اسلامی ایران به معنای فراموشی و غفلت از رسالت جهانی و انسانی انقلاب اسلامی نیست، بلکه برعکس، با تقویت جمهوری اسلامی وظیفه آن در قبال سایر ملت‌ها و انسان‌ها افزایش می ‌یابد. از این رو، الگوسازی در صدور انقلاب ماهیتی برونگرا پیدا می‌کند که بر محیط خارجی جمهوری اسلامی ایران متمرکز است.
بر این اساس، سیاست خارجی جمهوری اسلامی ماهیتی جستجوگرایانه می‌یابد که صدور انقلاب را ضروری و حتی حیاتی می‌بیند. با این وجود، الگوسازی از انقلاب اسلامی همچنان مسالمت آمیز است. در ضمن، صادر کردن یک مدل از انقلاب ایران، ماهیت الگوسازی دارد. به نوعی جمهوری اسلامی ایران با الگوسازی از انقلاب اسلامی و معرفی این الگو به جهانیان، به ویژه مسلمانان و مستضعفان، در صدد توسعه انقلاب اسلامی در خارج از مرزهای خود است.
بر اساس سیاست الگوسازی جمهوری اسلامی وظیفه و مأموریت جمهوری اسلامی، تنها ایجاد یک جامعه و دولت الگو و نمونه اسلامی در داخل ایران نیست، بلکه معرفی و ترویج این الگوی توسعه یافته بر اساس عدالت اسلامی به سایر ملتها و کشورها را نیز بر عهده دارد. زیرا حکومت اسلامی، مانند دین اسلام، همه جانبه و جهانی است و محدود به یک جغرافیا، ملت و نژاد خاص نیست. بنابراین، جمهوری اسلامی ایران، به عنوان یک جامعه الگو، به ملت‌ها و کشورهای دیگر پیشنهاد خواهد کرد که جامعه و حکومتی مشابه برپا کنند.
بر اساس سیاست الگوسازی جمهوری اسلامی، جمهوری اسلامی ایران، که قرار است الهام بخش جوامع دیگر باشد و ملتها و کشورها نیز از آن الگوبرداری خواهند کرد، یک حکومت بر مبنای اسلام است. حکومتی که برخلاف ملتها یا دولتهای مدرن که ذاتاً سکولار و مبتنی بر ملی گرایی هستند، ماهیتی اسلامی دارد که ایدئولوژی مشروعیت آن برگرفته از اسلام شیعه است. مهمترین ویژگی و عنصر شاخص این نظام سیاسی این است که حقانیت خود را از دین و شرع اسلام می‌گیرد.
بر اساس سیاست الگوسازی جمهوری اسلامی، مهمترین ارزشی که جمهوری اسلامی ایران به عنوان یک حکومت اسلامی از آن برخوردار است و آن را حفظ و ترویج می‌کند، «عدالت» است. عدالت سایر ارزشها و فضایل انسانی و اجتماعی را در بر می‌گیرد. بنابراین، دولتی که باید به عنوان الگویی در داخل ایجاد شود و به دیگر ملل معرفی شود، «دولت عدل اسلامی» است. این دولت عدل اسلامی عادل و عدالت خواه، مستقل، صلح دوست، پشتیبان مسلمانان و مستضعفان، پیشگام، ضد ظلم، استکبار ستیز و ضد سلطه است. به این ترتیب، این دولت الگو باید ابتدا این ارزش‌ها را در سیاست داخلی نهادینه کرده و سپس آنها را در رفتار سیاست خارجی خود بیان کند تا برای ملت‌ها و کشورهای دیگر الهام بخش باشد. ادامه این رویه‌ها و رفتارها در سیاست خارجی هم انعکاس دهنده هویت عادل اسلامی جمهوری اسلامی ایران است و هم الگویی عملی برای سایر ملت‌ها و کشورها در صحنه جهانی است. بنابراین، برای الگوسازی و الهام بخشیدن، سیاست خارجی جمهوری اسلامی ایران باید نقش‌های ملی مانند «سنگر انقلاب»، «دولت آزادی» ، «دولت عادل»، «حامی جنبش‌های آزادی‌خواه»، «مدافع مسلمانان و مستضعفین»، «دولت ضد امپریالیست»، «دولت ضد استکبار» و «دولت ضد سلطه» را ایفا کند.

## اهداف
ارائه و معرفی الگوی دولت عدل اسلامی به طور مسالمت آمیز با اشاعه ارزش‌ها و آرمان‌های انقلاب اسلامی، از سه طریق، اهداف صدور انقلاب اسلامی را فراهم می‌آورد. نخست، تأسیس یک دولت عادلانه و جامعه الگوی اسلامی، امکان سنجی و بررسی کارآیی مدل اسلامی حکومت، ارزشهای اسلامی و گفتمان انقلاب اسلامی و ارایه آن به جهان و سیستم ناعادلانه بین‌المللی فعلی. بر این اساس، تحقق یک جامعه ایمن و یک دولت اسلامی عادل، به عنوان یک شاهد و الگوی اسلامی در قالب جمهوری اسلامی ایران، سازوکار و روش اثبات عملی ارزش‌ها و آرمان‌های گفتمان انقلاب اسلامی و انتشار آن در سطح منطقه‌ای و بین‌المللی خواهد بود. روندی که در نهایت منجر به تشکیل یک جامعه اسلامی جهانی تحت حاکمیت دولت مهدویت خواهد شد. این همچنین به معنای شکل گیری و استقرار نظم مطلوب جمهوری اسلامی است که منافع نظم جهانی را نیز فراهم می‌کند.
دوم، گسترش ارزش‌های یک دولت اسلامی عادل، به ویژه صفات عدالت خواهانه و ضد سلطه آن، امنیت ملی جمهوری اسلامی ایران را افزایش می‌دهد. زیرا با صدور الگوی مقاومت جمهوری اسلامی ایران به عنوان مقر ضد سلطه و ضد استکبار جهان، فرهنگ و گفتمان مقاومت در برابر سلطه جویان و مستکبران فراگیر می‌شود. رواج گفتمان ضد هژمونیک به معنای بازدارندگی در برابر تهدیدهای امنیتی سیستم سلطه علیه جمهوری اسلامی است. علاوه بر این، با تشکیل اتحاد ضد هژمونیک، جمهوری اسلامی فرصتی فراهم می‌کند تا استکبار و استعمار و استثمار را در سطح بین‌المللی کمرنگ کند.
سوم، فراگیر شدن فرهنگ مقاومت در برابر مستکبران و استعمارگران در سطح منطقه‌ای و بین‌المللی، به معنای گسترش حوزه نفوذ و افزایش دامنه قدرت جمهوری اسلامی ایران در خارج از مرزهایش خواهد بود.

## پیاده‌سازی
در چارچوب این سیاست، سازوکارها و ابزارهایی برای صدور الگوی انقلاب اسلامی استفاده می‌شود که همگی ماهیتی نرم‌افزاری، فرهنگی و گفتمانی دارند. دیپلماسی عمومی، استفاده از مجامع و نهادهای بین‌المللی و حمایت معنوی و دیپلماتیک از جنبش‌ها و گروه‌های مقاومت اسلامی سه مولفه مسالمت‌آمیز هستند که توسط جمهوری اسلامی ایران برای صدور الگوی انقلاب اسلامی و تبلیغ در جهت معرفی مدلی از یک حکومت اسلامی عادلانه استفاده می‌شوند.